# Sperbersbach (Feuchtwangen)
Sperbersbach ist ein Gemeindeteil der Stadt Feuchtwangen im Landkreis Ansbach (Mittelfranken, Bayern). Sperbersbach liegt in der Gemarkung Breitenau.

## Geografie
Das Dorf liegt in Tallage am Sperbersbach, einem linken Zufluss der Wörnitz, und ist ringsum von Ackerland und Grünland mit einzelnem Baumbestand umgeben. 1 km weiter nördlich erhebt sich der Mühlberg (526 m ü. NHN), 1 km südlich der Schloßberg (513 m ü. NHN), beides Erhebungen der bewaldeten Sulzachrandhöhen, einem Abschnitt der Frankenhöhe. Die Waldgebiete Lohe, 0,75 km weiter östlich, und Taubenschläglein, 0,75 km weiter südöstlich, befinden sich ebenfalls auf den Sulzachrandhöhen. Gemeindeverbindungsstraßen führen zur Staatsstraße 2222 bei Bergnerzell (1,5 km südlich), zur Ungetsheimer Mühle (0,7 km nördlich) und nach Oberransbach (1,4 km östlich).

## Geschichte
Sperbersbach lag im Fraischbezirk des ansbachischen Oberamtes Feuchtwangen. Im Jahr 1732 bestand der Ort aus 11 Anwesen und 1 Gemeindehirtenhaus. Grundherren waren das Stiftsverwalteramt Feuchtwangen (4 Güter), das Kastenamt Feuchtwangen (1 Gütlein, 1 Mahlmühle, 1 Häuslein; 1 Gut, Abgaben an Pfarrei Oberampfrach), die Herrschaft Goldbach (1 Gütlein) und die Reichsstadt Dinkelsbühl (2 Gütlein). Gegen Ende des 18. Jahrhunderts bestand der Ort aus 10 Anwesen, wovon 8 feuchtwangischen Ämtern unterstanden. Von 1797 bis 1808 unterstand der Ort dem Justiz- und Kammeramt Feuchtwangen.
Mit dem Gemeindeedikt (frühes 19. Jahrhundert) wurde Sperbersbach dem Steuerdistrikt und der Ruralgemeinde Breitenau zugeordnet. Im Zuge der Gebietsreform in Bayern wurde Sperbersbach am 1. Januar 1972 nach Feuchtwangen eingemeindet.

## Einwohnerentwicklung
| Jahr      | 001818 | 001840 | 001861 | 001871 | 001885 | 001900 | 001925 | 001950 | 001961 | 001970 | 001987 |
| Einwohner | 72     | 78     | 85     | 76     | 77     | 70     | 73     | 73     | 66     | 59     | 66     |
| Häuser    | 13     | 13     |        |        | 15     | 14     | 12     | 11     | 11     |        | 13     |
| Quelle    | [ 10 ] | [ 11 ] | [ 12 ] | [ 13 ] | [ 14 ] | [ 15 ] | [ 16 ] | [ 17 ] | [ 18 ] | [ 19 ] | [ 1 ]  |

## Religion
Der Ort ist seit der Reformation evangelisch-lutherisch geprägt und bis heute nach St. Stephan (Breitenau) gepfarrt. Die Einwohner römisch-katholischer Konfession sind nach St. Ulrich und Afra (Feuchtwangen) gepfarrt.